# Feinblättrige Miere
Die Feinblättrige Miere (Minuartia hybrida), auch Zarte Miere oder Schmalblättrige Miere genannt, ist eine Pflanzenart aus der Gattung der Mieren (Minuartia) innerhalb der Familie der Nelkengewächse (Caryophyllaceae).

## Beschreibung

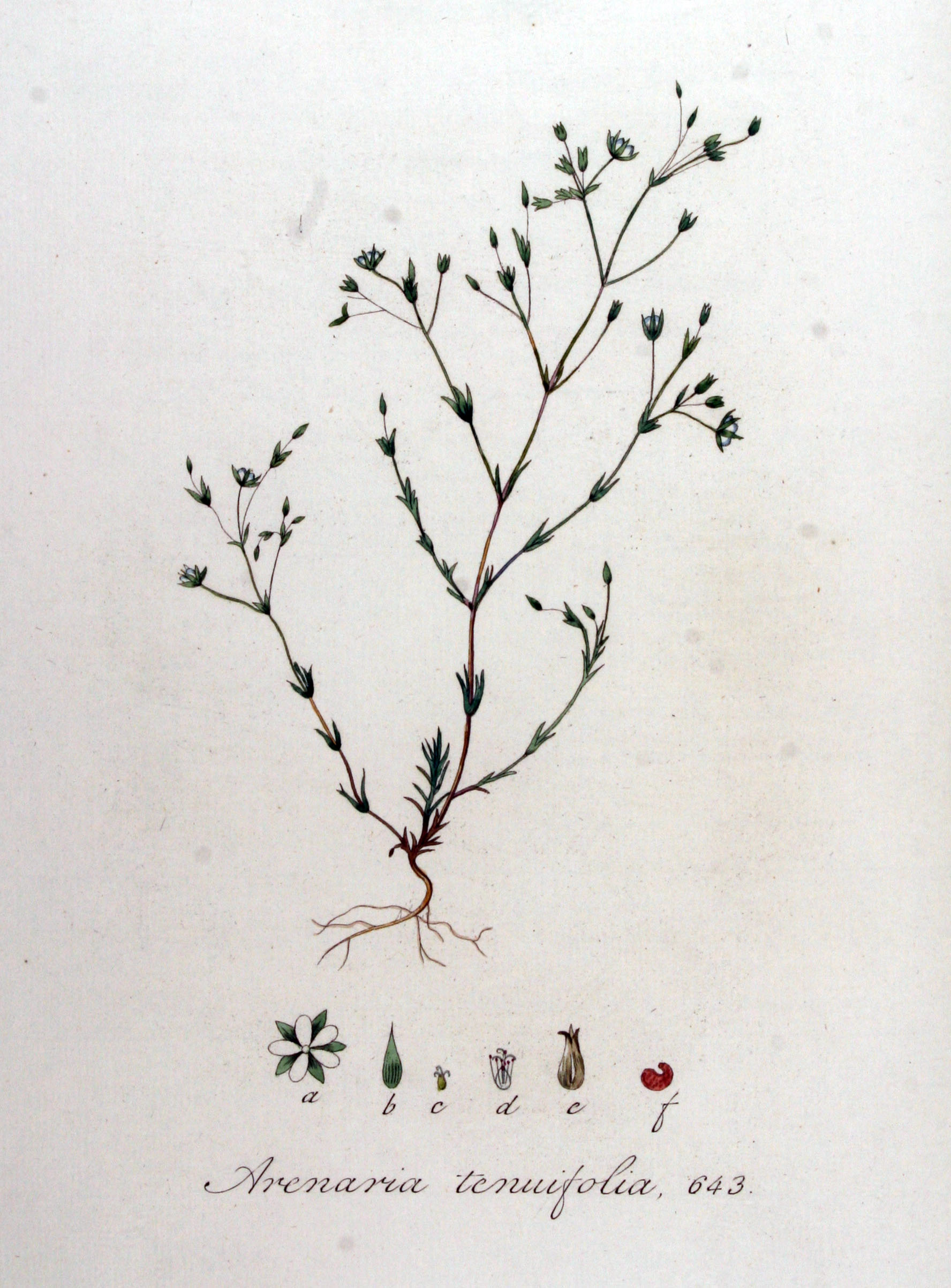
Illustration aus Flora Batava, Volume 9

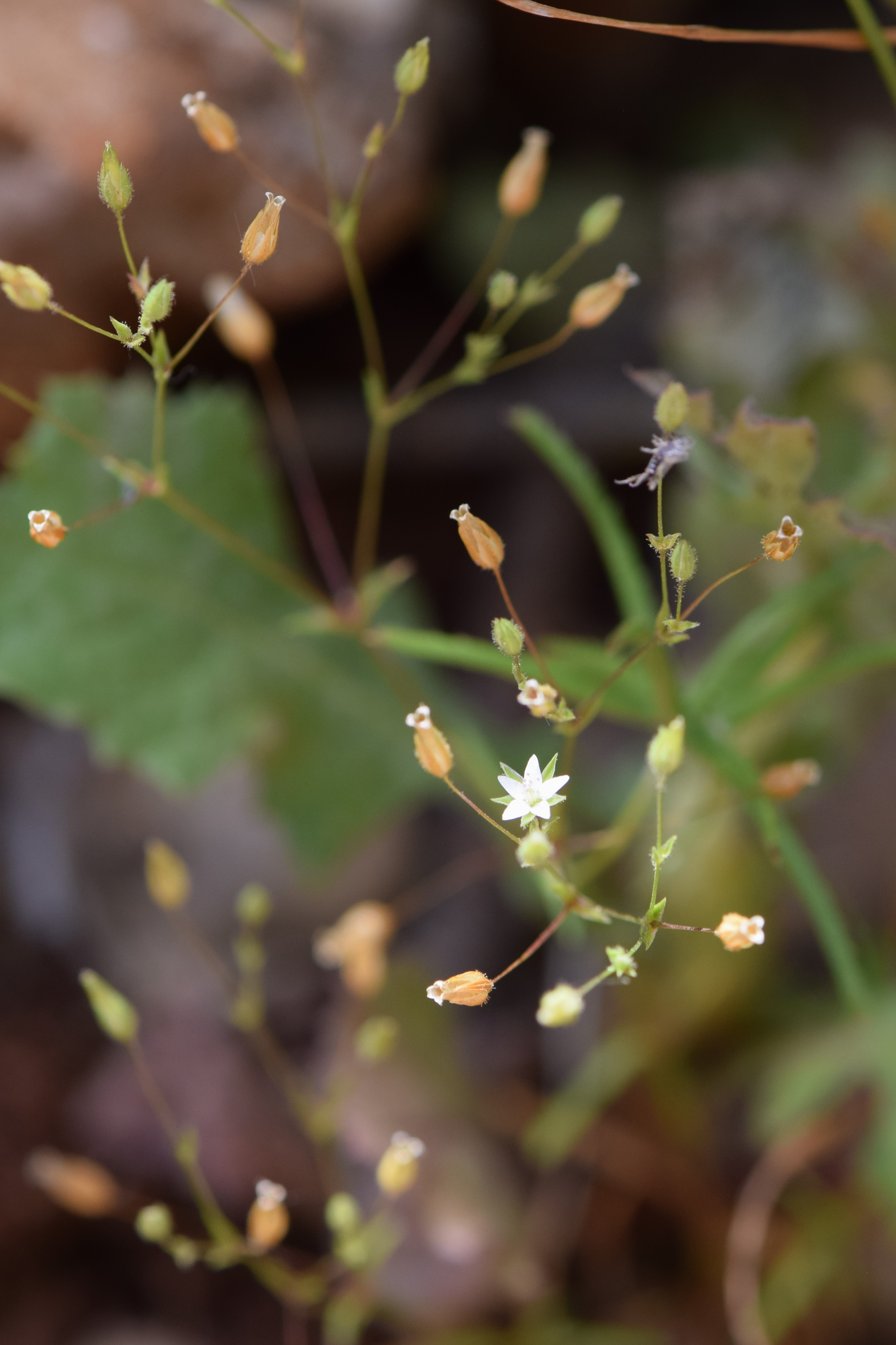
Blüten und Kapselfrüchte

### Vegetative Merkmale
Die Feinblättrige Miere wächst als einjährige krautige Pflanze und erreicht Wuchshöhen von 3 bis 20 Zentimetern. Der von Grund an aufrechte und locker verzweigte Stängel ist kahl oder drüsig behaart und oft violett überlaufen.
Die Laubblätter sind gegenständig und etwas abstehend und entfernt am Stängel angeordnet. Die ziemlich steife Blattspreite ist bei einer Länge von bis zu 12 Millimetern pfriemlich-linealisch und kahl oder weich drüsig behaar und am Grund etwas bauchig-scheidig.

### Generative Merkmale
Die Blütezeit reicht von Mai bis Juli. Der verzweigte, gabelig-trugdoldige Blütenstand ist locker aufgebaut. Die Blütenstiele sind mit einer Länge von 5 bis 20 Millimeter doppelt bis fünfmal so lang wie der Kelch. Die Blüten sind endständig oder gabelständig.
Die zwittrigen Blüten sind radiärsymmetrisch und fünfzählig mit doppelter Blütenhülle. Die fünf grünen, kahlen oder kurz behaarten Kelchblätter sind bei einer Länge von 3 bis 5 Millimetern linealisch oder lanzettlich mit zugespitztem oberen Ende. Sie sind schmal hautrandig. Die fünf weißen Kronblätter sind etwa halb so lang wie die Kelchblätter und länglich-eiförmig.
Die Kapselfrucht ist gleich bis eineinhalbmal so lang wie der Kelch. Die Samen sind rot-braun, 0,4 bis 0,5 Millimeter breit und fein runzelig oder gekörnelt.
Die Chromosomenzahl beträgt 2n = 46 oder 70.

## Vorkommen
Das submediterrane Verbreitungsgebiet der Feinblättrigen Miere reicht von Europa und Nordafrika bis Westasien. Ihr Verbreitungsschwerpunkt liegt im nordmediterranen Flaumeichenwaldgebiet. Fundortangaben gibt es für: Vereinigtes Königreich, Belgien, Niederlande, Deutschland, Schweiz, Frankreich inklusive Korsika, Portugal, Spanien inklusive der Balearen, Italien inklusive Sardinien sowie Sizilien, ehemalige Tschechoslowakei, Bulgarien, ehemaliges Jugoslawien, Rumänien, Albanien, Griechenland inklusive Kreta, Zypern, Algerien, Ägypten, Libyen, Marokko, Tunesien, Israel, Jordanien, Libanon, Syrien, Türkei, Iran, Irak, Armenien, Afghanistan, Pakistan, Aserbaidschan, Dagestan, Stawropol, Tadschikistan, östliches Usbekistan, Wolgograd, Ukraine und Krim. In Deutschland ist die Feinblättrige Miere meist selten; sie fehlt zum Beispiel im Norddeutschen Flachland.
In Mitteleuropa gedeiht die Feinblättrige Miere auf offenen, trocken-warmen und kalkhaltigen Lehm- oder Sand-böden in lückigen Trockenrasen, auch auf Mauern, auf Bahnhöfen und auf Äckern. Sie ist dort eine Verbands-Kennart des Alysso-Sedion albi-Verbands bei den Felsgrusgesellschaften. Sie kommt besonders in den tieferen und wärmeren Lagen vor und steigt in den Alpen beispielsweise nur bis in Höhenlagen von 1650 Meter auf. Die ökologischen Zeigerwerte nach Landolt et al. 2010 sind in der Schweiz: Feuchtezahl F = 1+ (trocken), Lichtzahl L = 4 (hell), Temperaturzahl T = 4+ (warm-kollin), Nährstoffzahl N = 3 (mäßig nährstoffarm bis mäßig nährstoffreich), Kontinentalitätszahl K = 4 (subkontinental).

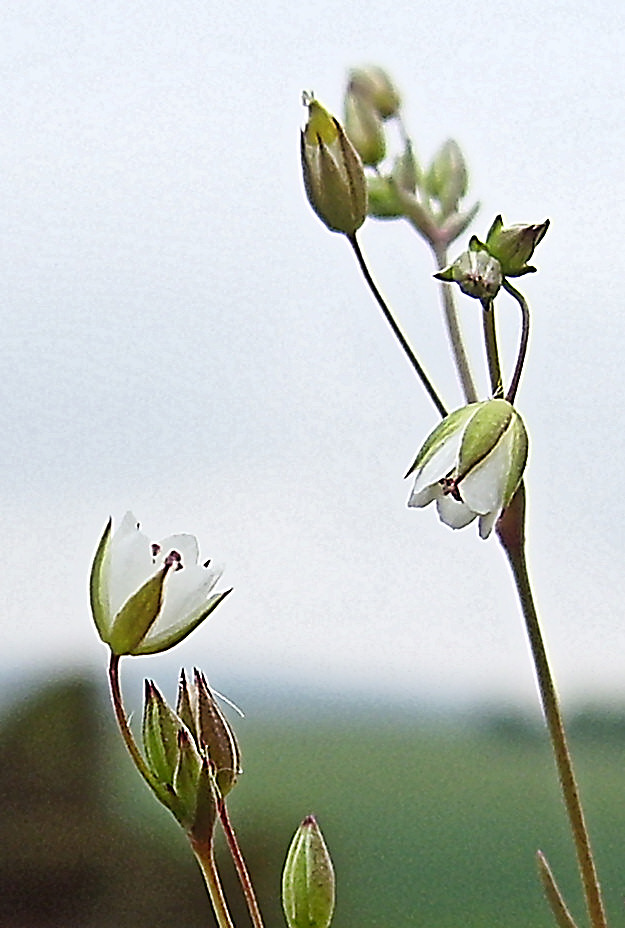
Minuartia hybrida subsp. vaillantiana

## Systematik und Verbreitung
Die Erstveröffentlichung erfolgte 1778 unter dem Namen (Basionym) Arenaria hybrida durch Dominique Villars in Prospectus de l'Histoire des Plantes de Dauphiné., S. 48. Die Neukombination zu Minuartia hybrida (Vill.) Schischk. wurde 1936 durch Boris Konstantinowitsch Schischkin in Botanicheskii institut, Izdatel'stvo Akademii Nauk SSSR, Moskau/Leningrad, Volume VI: Centrospermae., S. 488 veröffentlicht. Weitere Synonyme für Minuartia hybrida (Vill.) Schischk. sind: Minuartia tenuifolia (L.) Hiern nom. illeg. non Mart., Minuartia tenuifolia subsp. hybrida (Vill.) Mattf., Sabulina hybrida Fourr. und Sabulina tenuifolia subsp. hybrida (Vill.) Dillenb.
Je nach Autor gibt es einige Unterarten (Auswahl):
- Minuartia hybrida (Vill.) Schischk. subsp. hybrida
- Minuartia hybrida subsp. turcica McNeill: Sie kommt in Griechenland, in der Türkei, auf der Krim und im Gebiet von Syrien und Libanon vor.[10]
- Minuartia hybrida subsp. vaillantiana (Ser.) Friedrich (Syn.: Arenaria tenuifolia var. vaillantiana Ser.): Sie kommt in Spanien, in Deutschland und in der Türkei vor.[10] Diese Unterart ist kahl und die beiden seitlichen Nerven der Kelchblätter verlaufen bogenförmig.[3] Der Name der Unterart ehrt den französischen Botaniker Sébastien Vaillant (1669–1722).